# Природа человека
Приро́да челове́ка — философское понятие, которое обозначает сущностные характеристики человека, отличающие его и несводимые ко всем иным формам и родам бытия, в той или иной мере присущие всем людям.
Изучением и интерпретацией природы и сущности человека занимаются на разных уровнях обобщения философия, антропология, психология, теология. Однако среди исследователей не существует единого мнения не только о характере природы человека, но и о наличии природы человека как таковой.
Различные мнения о природе человека составляют часть любой культуры. В частности, в западной культуре одним из наиболее обсуждаемых был вопрос о том, эгоистичен ли и склонен к соперничеству по своей природе человек (см. идеи Гоббса и Локка) или же социален и альтруистичен (см. идеи Маркса или Дюркгейма). Более широкий вопрос о природе человека состоит в том, какие человеческие склонности и черты являются природными, а какие приобретены в ходе социализации. Современный консенсус в генетике, эволюционной биологии и культурной антропологии состоит в том, что они являются результатом сложного взаимодействия генетически наследуемых факторов с факторами влияния среды и общества. Помимо базовых физиологических потребностей, общих для человека и других приматов, к генетически определяемым чертам человека относят способность к использованию речи (но не знание конкретных языков), некоторые межполовые различия в поведении (например, уровень агрессивности) и сексуальную ориентацию. 

## Определение человека и его природы
Сущность человека у Аристотеля — это те из его свойств, которые нельзя изменить, чтобы он не перестал быть самим собой. В философии единого и однозначного определения человека и его природы не существует.
В широком смысле человека можно описать как существо, обладающее волей, разумом, высшими чувствами, способностями к коммуникации и труду.
- Кант, исходя из понимания природной необходимости и нравственной свободы, разграничивает антропологию на «физиологическую» и «прагматическую». Первая исследует то, «… что делает из человека природа…», вторая — то, «… что он, как свободно действующее существо, делает или может и должен делать из себя сам»[8].
- Синтез позиций современной биологии (челове́к — представитель вида Человек разумный) и марксизма («… сущность человека не есть абстракт, присущий отдельному индивиду. В своей действительности она есть совокупность всех общественных отношений»[9]) приводит к пониманию человека как субъекта исторически-социально-культурной деятельности, представляющим собой единство социальной и биологической природы[10].

И. Т. Фролов и В. Г. Борзенков в «Новой философской энциклопедии» указывают, что можно выделить не менее четырёх подходов к определению понятия (термина) «человек»:
1. Человек в естественной систематике животных;
2. человек как сущее, выходящее за рамки живого мира и в известной мере противостоящее ему;
3. человек в смысле «человеческий род»;
4. человек как индивид, личность.

### Душа и тело

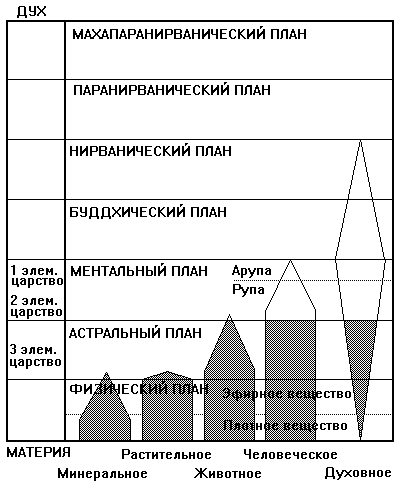
Схема «тонких» планов и тел. Ледбитер Ч. У., 1903

В концепции материализма человек состоит лишь из тканей, составляющих его плоть, все же абстрактные составляющие, приписываемые человеку вместе со способностью активно отражать реальность есть результат сложной организации процессов этих тканей.
В оккультных и эзотерических учениях человек понимается как существо, соединяющее в себе множество планов («миров») (душа, монада, аура, тело).
В каббале человек рассматривается в «системе пяти миров», которые понимаются, как степени скрытия полного объёма природы, уровни сознания человека.
В древнеиндийской традиции человек характеризуется кратковременным, но органичным сочетанием элементов, когда душа и тело тесно взаимосвязаны в природном колесе сансары. Лишь человек может стремиться к освобождению от эмпирического существования и обрести гармонию в нирване, используя духовные практики, которые предполагают упражнения для души и тела.
Демокрит, как и многие античные мыслители, считал человека микрокосмом. Платон представлял человека как существо, раздвоенное на материальное (тело) и идеальное (душа) начала. Аристотель рассматривал душу и тело как два аспекта единой реальности. Древнегреческий поэт Солон выразил в стихе «Седмицы человеческой жизни» основные этапы человеческой жизни.
В философии Нового времени тело рассматривается как машина, а душа отождествляется с сознанием.
Авраамические религии призывают к раскрытию духовного начала:
«…человек занимает в ряду Божьих творений такое высокое место, есть как истинный гражданин двух миров — видимого и невидимого — как союз Творца с тварью, храм Божества и потому венец творения, то это единственно и собственно потому, что в его духовную природу Всевышний благоволил внедрить чувство или мысль Своего бесконечного Божества, которая положена в его дух и служит всегдашним источником, влекущим его к своему высочайшему центру»
В христианской традиции считается, что человек есть творение Бога. Так Августин называет человеческую душу загадкой, тайной для самого человека.
Напротив, с точки зрения эволюционного учения, поведение человека, как и животных, является частью его видовой характеристики, обусловлено эволюционным развитием человека как вида и имеет аналоги у близких видов. Длительный период детства необходим человеку для усвоения структурно высокоразвитым мозгом человека больших объёмов внегенетической информации, необходимых для расширенного абстрактного мышления, речи и социализации.
В постмодернистской философии считается, что все или практически все аспекты человеческой психологии определяются социальными факторами, а не присутствуют в природе человека с рождения. Вопрос о существовании природы человека, независимой от внешних влияний, был основной темой дебатов Ноама Хомского и Мишеля Фуко в 1971 г., на которых Фуко представлял точку зрения постмодернистов, а Хомский связывал существование природы человека с универсальной грамматикой.

### Самоценность и уникальность человека

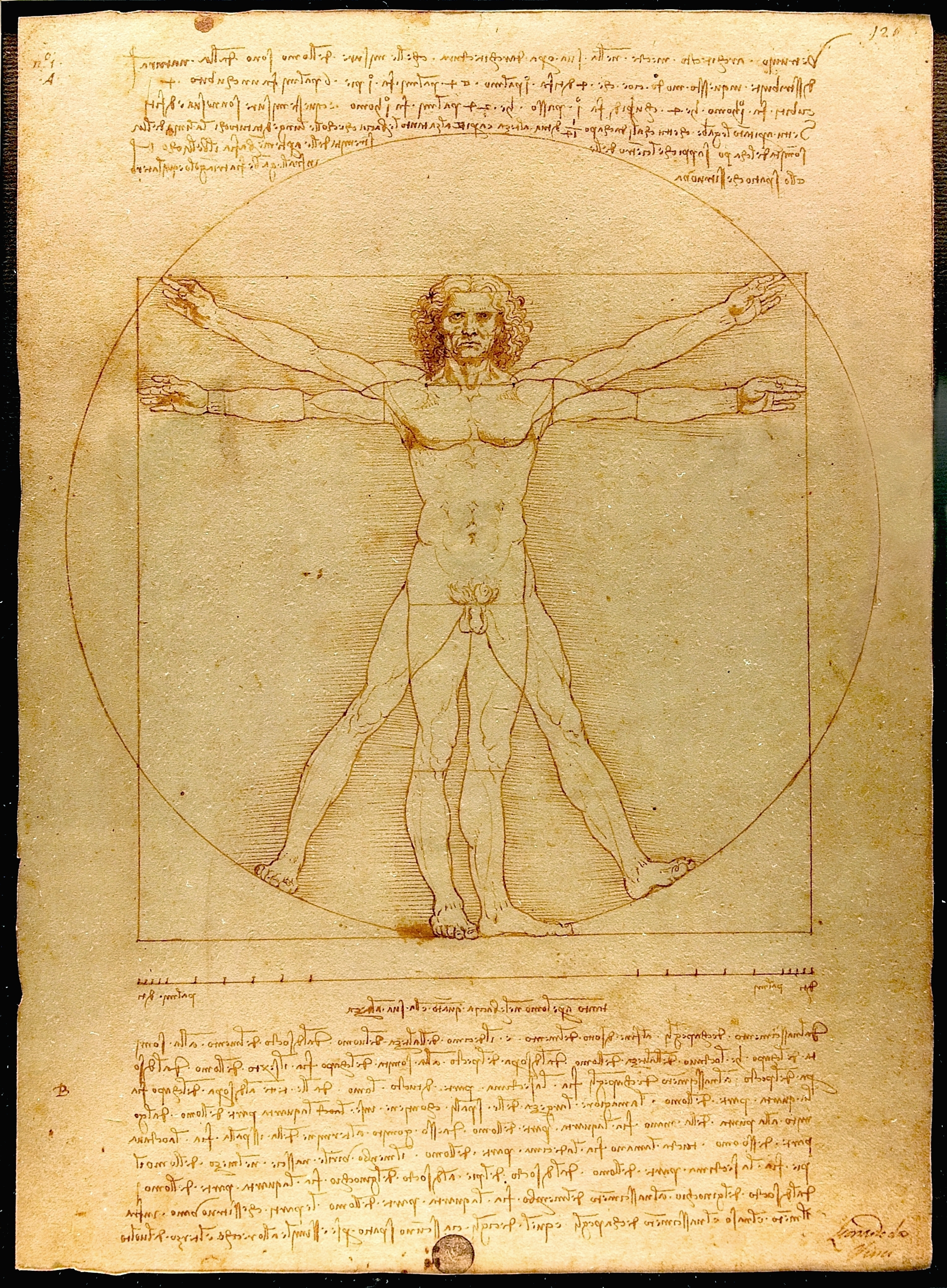
Витрувианский человек Леонардо да Винчи

В библейской книге Бытия говорится (Быт. 1:26—27), что человек задуман «по образу и подобию [Бога]» и создан «по образу Божию», чтобы с помощью Бога достичь Его подобия самостоятельно. Целью человека считается вечная жизнь в гармонии с Творцом, ближними и мирозданием.
Средневековая философия — от святоотеческого богословия до схоластики и мистицизма, как основы отношений человека и Бога в мире, утверждает ценность и статус самой личности.
Философия Возрождения признаёт самодостаточную ценность человека. В своих творческих возможностях человек подобен Богу, но актуализирован без непременной соотнесённости с божеством, что определило философию и идеологию гуманизма. В отличие от средневековых философов, гуманисты ставят в центр своих интересов человека, а не Бога.
В философии и культуре Нового времени акцентируются такие понятия, как индивидуальность и самосознание человека. Декарт заложил основу новоевропейского рационализма, постулируя мышление как единственное достоверное свидетельство человеческого существования: «Я мыслю, следовательно, я существую» (лат. Cogito Ergo Sum). Разум становится определяющей характеристикой человека, рассматриваемого теперь как производное от природных и социальных обстоятельств.
Согласно принципу Коперника Земля и возникновение на ней разумной жизни в виде Homo sapiens — скорее не уникальное, а рядовое явление.

#### Происхождение человека

Эволюция человека.

С научной точки зрения человек произошёл от приматов и представляет собой биологический вид рода Люди (Homo) из семейства гоминид.
Согласно фундаменталистским и близким к ним религиозным представлениям, предки человека были созданы Богом в том же виде, в котором существует человек сейчас. Деятели же модернистского направления в современном богословии разделяют эволюционную точку зрения на происхождение человека, считая её не противоречащей вере в Божественное творение.

### Мораль и гуманизм
Одним из утверждений морального абсолютизма является то, что единая и универсальная мораль выводима из самой природы человека. Моральный релятивизм утверждает обратное: моральные нормы относительны.
Во времена рабовладельческого строя зачастую считалось, что раб обладает другой природой и сущностью, которую передаёт своим детям, и поэтому ничего аморального в том, чтобы обращаться с ним как с рабом нет.
Понятие гуманизма перекликается с понятием человечности — способности сострадать другим людям, проявлять по отношению к ним доброту.
По Ницше, природа сверхчеловека позволяет ему быть свободным от моральных и религиозных норм.

### Судьба и характер человека
В философии Древнего Востока и античности человек представляется как фрагмент природы, жизненный путь которого предопределён законами судьбы, а сущность — неким божеством. В Средние века личность наделяется свободой воли, что возвышает её над природой, давая возможность и обязанность управлять собственной судьбой. Однако суеверия о зависимости судьбы от положения линий на ладонях и от расположения планет и светил бытуют по сей день.
По Дарвину, природа человека и животных эволюционна и недетерминированна, то есть подвержена изменениям в зависимости от окружающей среды, в которой живёт и развивается вид. Социальный детерминизм склоняется к тому, что поведение групп людей обусловлено теми условиями, в которых они находятся, этим обусловлена, например, классовая борьба.
Некоторые гипотезы (концепт tabula rasa, бихевиоризм) утверждают, что человек формируется преимущественно через воспитание, другие (биологический, или генетический детерминизм)- что его характер есть врождённая особенность организма, и воспитание может лишь маскировать его проявления.
Джон Локк считал, что люди поступают хорошо потому, что это естественно для разумных существ, для него общественный договор — естественный безальтернативный процесс. Томас Гоббс же считал, что для людей естественно быть эгоистичными и стремиться к удовлетворению потребностей, а общественный договор они заключили из чувства самосохранения, опасаясь «войны всех против всех».
Христианская церковь считает, что первородный грех испортил природу человека, от чего в нём появилась склонность к отступлению от норм, выраженных в заветах Бога. Ересиарх Пелагий же усматривает в первородном грехе лишь единичный акт отклонения свободной воли человека от добра.

### Неклассическая философия XIX—XX веков о природе человека
В неклассической философии второй половины XIX—XX веков можно выделить такие основные подходы в понимании природы и сущности человека, как:
- Натурализаторский -
  - Биологические модели человека, описывающие его в ряду других сложных организмов (позитивизм, необихевиоризм, биоэтика и др.).
  - Восходящие к «философии жизни» описание человека как «несостоявшегося животного», из-за своей биологической неполноценности обречённого на поиск «противоестественных» способов существования (Ницше, фрейдизм, философская антропология).
- Экзистенциальный -
  - Актуализация уникального индивидуального человеческого существования, «экзистенции», в его принципиальной несводимости к каким-то общим законам (экзистенциализм, феноменология, персонализм).
- Социологизаторский подход рассматривает человека в контексте социальных связей:
  - Марксизм рассматривает человека как активного субъекта, в процессе практической деятельности преобразующего природу и себя самого.
  - Структуралистские концепции человека рассматривают его как элемент или функцию фундаментальных социальных структур (политических, идеологических, семантических и др.).

### Единая наука о человеке
В XX веке советскими философами было предложено создать единую науку, предметом изучения которой могли бы быть все природные и социальные свойства и отношения человека. Если бы такая наука была создана, то возможный вариант определения предмета её изучения, по мнению И. Т. Фролова и В. Г. Борзенкова в «Новой философской энциклопедии», мог бы быть описан так:
«Человек — это субъект общественно-исторического процесса, развития материальной и духовной культуры на Земле, биосоциальное существо, генетически связанное с другими формами жизни, но выделившееся из них благодаря способности производить орудия труда, обладающее членораздельной речью и сознанием, нравственными качествами».

## Понятие о сущности человека
При исследовании сущности человека стремятся найти среди многочисленных отличительных признаков главный, решающий в его отличии от других животных, который, может быть, даже определял бы в конечном результате все остальные. Самым известным и наиболее широко распространённым атрибутом человека является наличие разума, человека определяют как «человек разумный» (homo sapiens). Другое важнейшее определение человека связано со способностью трудиться, его называют homo faber — человек действующий, производящий. Следующим важнейшим признаком является наличие речи. Например, Э. Кассирер определял человека как homo symbolicus — человек символический, то есть существо, созидающее символы, самым главным из которых является слово. Слово даёт человеку возможность общаться с другими людьми, что делает намного более эффективными процессы понимания и практического использования реального мира. Понимание человека как существа общественного известно со времён Аристотеля, который в своё время считал это важным. Это далеко не полный перечень сущностных определений человека, в которых отмечены важнейшие, основополагающие свойства человека, тем не менее среди них нет ни одного всеохватывающего, на базе которого было бы возможно создать и развивать общепринятую концепцию природы человека. Поиск такого определения природы человека, которое, с одной стороны, полностью согласовывалось бы с эмпирическими данными о свойствах человека и, с другой стороны, позволяло бы предугадать пути его развития, а также выяснение смысла его существования были важнейшими темами исследований на всех этапах развития философской мысли.
В восточной и западной мифологии, в античной философии отразилось понимание человека как своеобразного ключа к разгадке многих тайн Вселенной. В древности человек не отделял себя от остальной природы, чувствуя свою связь с жизнью окружающего мира, что отразилось в антропоморфизме — бессознательном восприятии Вселенной и действующих в ней сил как живых существ, подобных ему самому. В древней мифологии и философии рассматривается параллелизм и изоморфность микрокосмоса, то есть внутреннего мира человека и макрокосмоса — огромного мира, лежащего вне человека. Примерами этой космогонической мифологемы «вселенского человека» являются пуруша в Ведах, скандинавский Имир в «Эдде», китайский Паньгу.

### История понятия
В античное время понимается, что человека делает уникальным разум. В иудаизме появляется представление о человеке как личности, обладающей свободой выбора между добром и злом, которое в дальнейшем перенимается христианством. Возникшая в эпоху Возрождения в Европе идея гуманизма утверждает человека как высшую ценность, обладающую своеобразной и самобытной индивидуальностью. В эпоху Просвещения преобладает восприятие человека как независимой и разумной личности с неограниченными возможностями. Немецкая классическая философия рассматривает проблему свободы человека как духовного существа. В XIX веке, в трудах Иммануил Канта сформулированы мысли о создании философской антропологии. Изучение биологической природы человека сопровождалось критикой объективно-идеалистических воззрений панлогизма. Романтизм основное внимание уделяет тончайшим нюансам человеческих переживаний, обладающих неповторимо богатым внутренним миром, то есть в качестве важнейшей отличительной черты человека уже воспринимаются не только мыслительные, но и чувственные возможности.
Карл Маркс рассматривает человека с общественно-исторической точки зрения, у него человек в первую очередь общественное существо, определяемое конкретными условиями его функционирования и развития, а также его сознательной деятельностью, а именно: «сущность человека… есть совокупность всех общественных отношений». Человек является и причиной, и результатом истории. Индивидуальное и историческое развитие человека представляет собой освоение и воспроизведение опыта всего человечества. Философско-антропологическая концепция Маркса получила развитие как в работах российских и советских философов, так и в трудах представителей Франкфуртской школы, было показано, что в процессе развития человек становится зависимым от социальных институтов, созданных им самим.
Неокантианец Эрнст Кассирер рассматривает человека в качестве «символического животного». В основе философской антропологии как самостоятельной дисциплины лежат работы Макса Шелера, Хельмута Плеснера, Арнольда Гелена. Понятию бессознательного определяющее значение придают психоанализ З. Фрейда, аналитическая психология К. Г. Юнга. Экзистенциализм рассматривает вопросы смысла жизни, вины и ответственности, проблемы выбора и принятия решения, отношение человека к своему предназначению и к смерти. Персонализм рассматривает человека как фундаментальную онтологическую категорию, структурализм — в качестве отложения в глубинных структурах сознания прошлого.
В 1960 году Вальтер Брюнинг в книге «Философская антропология. Исторические предпосылки и современное состояние» выделил главные типы философских концепций человека, разработанных за 2,5 тысячи лет существования философской мысли:
1. концепции, считающие сущность и природу человека зависящими от заранее заданных объективных условий — либо «сущностей» или «норм» (традиционных метафизических и религиозных учениях), либо законов «разума» или «природы» (рационализме и натурализме);
2. концепции, рассматривающие человека как автономную личность, отдельных самостоятельных субъектов (в индивидуализме, персонализме и спиритуализме, позже — в философии экзистенциализма);
3. иррационалистические концепции, растворяющие человека в окончательном результате в бессознательном потоке жизни (философия жизни и др.);
4. концепции восстановления форм и норм, сначала — исключительно как субъективных и интерсубъективных, трансцендентальных установлений, далее — как объективных структур (прагматизм, трансцендентализм, объективный идеализм)[11].

## Сравнение природы человека и животных
С точки зрения многих религий и идеалистических философий, человек и животные относятся к различным категориям существ, несмотря на внешнее и генетическое сходство человека с приматами, при этом утверждается, что животным не свойственны (либо имеются в зачаточном состоянии) следующие качества:
- разум,
- воля к самосовершенствованию[29],
- духовность[30],
- высокий уровень абстракции[31],
- совесть,
- эстетические чувства,
- свобода выбора,
- наличие моральных суждений,
- наличие традиций[11],
- религиозность (вера в сверхъестественное, высший или абсолютный разум).

Жестокого, кровожадного человека люди могут назвать бесчеловечным, отрицая его схожесть с людьми и подчёркивая его схожесть с животными. Другие считают, что животные не могут быть злыми, а жестокость у них проявляется только от жестокого обращения или только при определённых условиях.
Философами высказываются мнения о том, что обширный ряд и других особенностей человека уникален для него и не присущ ни одному другому виду. Часть из них действительно не встречается в дикой природе, в то же время, есть основания полагать, что животным свойственны мышление, взаимовыручка, чувство справедливости, красоты и даже аналог суеверий.
Кроме того, некоторые этологи проводят аналогии между моралью человека и системой инстинктивных запретов, характерных для животных, которые Конрад Лоренц назвал «естественной моралью». Вследствие того, что на поведение человека врождённые инстинкты оказывают относительно слабое воздействие, некоторые этологи утверждают, что человек — животное с относительно слабой моралью (подразумевая под этим «естественную мораль»), что может приводить к терминологической путанице.
С подобных позиций некоторые этологи связывают религиозность человека с некоторыми особенностями поведения животных, такими как ритуальность, иерархичность отношений и тому подобное, сводя религиозность у людей к атавизму, инстинкту, бывшему полезным в привычных для жизни животных предков условиях, но оказавшемуся вредным в человеческом обществе.
То, что для некоторых людей неприемлема сама идея близости людей именно с высшими антропоидами, этологи объясняют действием механизма этологической изоляции близких видов. Отличия человека от животных лежат как в количественном развитии некоторых признаков, так и в связанными с ними качественными скачками.
Некоторые исследователи утверждают, что генетические факторы также влияют на формирование социальных установок (то есть предпочтений, ценностей и убеждений, касающихся таких вещей, как политика, религия, оппозиция «свой — чужой» и т. д.).

## Понятие человека в культуре
После того, как Платон определил человека как «двуногое, лишённое перьев», Диоген, ощипав петуха, заявил, что это человек по Платону.
Человек может верить и не верить... это его дело! Человек — свободен... он за всё платит сам: за веру, за неверие, за любовь, за ум — человек за всё платит сам, и потому он — свободен!.. Человек — вот правда! Что такое человек?.. Это не ты, не я, не они... нет! — это ты, я, они, старик, Наполеон, Магомет... в одном! (Очерчивает пальцем в воздухе фигуру человека.) Понимаешь? Это — огромно! В этом — все начала и концы... Всё — в человеке, всё для человека! Существует только человек, всё же остальное — дело его рук и его мозга! Чело-век! Это — великолепно! Это звучит... гордо! Че-ло-век! Надо уважать человека! Не жалеть... не унижать его жалостью... уважать надо!Максим Горький — «На дне»
Идеал земного человека строился в течение тысячелетий на опыте предков, на опыте самых различных форм живого нашей планеты. Идеал человека галактического, по-видимому, следует строить на опыте галактических форм жизни, на опыте историй разных разумов галактики.Стругацкие — «Малыш»

## Проблема искусственного интеллекта
Существует мнение, что определяющим признаком человека является способность к мышлению. Развитие систем искусственного интеллекта нарушило эту прерогативу. Существует мнение, что этот факт означает наступление новой эпохи в истории человечества.